# Orchestre de la Suisse Romande
Das Orchestre de la Suisse Romande (OSR) ist ein 1918 von Ernest Ansermet gegründetes führendes Sinfonieorchester der Schweiz. In der zweiten Hälfte des 20. Jahrhunderts erlangte es unter Ansermets Leitung internationale Bedeutung. Das OSR wird als Stiftung verwaltet und überwiegend durch den Kanton und die Stadt Genf getragen. Es konzertiert regelmässig in der Genfer Victoria Hall und dem Lausanner Théâtre de Beaulieu sowie weiteren Städten der französischsprachigen Schweiz. Ausserdem ist es mit der Radio Télévision Suisse assoziiert und fungiert als Opernorchester am Grand Théâtre de Genève.

## Geschichte
Das Orchestre de la Suisse Romande gehört neben den älteren Klangkörpern Tonhalle-Orchester Zürich und Sinfonieorchester Basel, deren Hauptspielstätten allesamt in der Deutschschweiz gelegen sind, zu den führenden Sinfonieorchestern des Landes. Unter Ansermets Leitung erarbeitete es sich einen internationalen Ruf.
Es wurde 1918 vom Schweizer Dirigenten Ernest Ansermet gegründet und ermöglichte der französischsprachigen Schweiz (Suisse romande) den Anschluss an das internationale Konzertgeschehen. Impulsgeber der Orchestergründung war der Genfer Mäzen Maurice Pictet-de-Rochemont. Als ein weiteres Gründungsmitglied trat der Genfer Stadtrat Paul Lachenal (FDP) in Erscheinung, der Präsident des Orchesters wurde. Am 30. November 1918 fand das erste Konzert des Klangkörpers statt. Es wurden Händels Concerto grosso und eine Arie aus dessen Belshazzar, Mozarts 38. Sinfonie, Benners Nox, Jaques-Dalcrozes Ronde printanière und Rimski-Korsakows Scheherazade gespielt.
Früh avancierte das Orchester zu einem ausgezeichneten Klangkörper für Neue Musik. Das OSR setzte sich von Beginn an für Schweizer Komponisten wie Arthur Honegger, Ernest Bloch, Jean Binet, Aloys Fornerod, Henri Gagnebin, André-François Marescotti und Frank Martin sowie später Jean Derbès, Éric Gaudibert, Norbert Moret und Michel Wiblé ein. Ansermet machte das Orchester, das international besetzt war, zu einem wichtigen «französischen» Klangkörper und baute Werke von Claude Debussy, Maurice Ravel und Igor Strawinsky in seine Programmgestaltung ein. So erklang beispielsweise am 12. November 1921 die Erstaufführung von Ravels La Valse. Weitere Erstaufführungen von Vincent d’Indy (Medea-Suite) und Igor Strawinsky (Le sacre du printemps) sowie ausnahmsweise Arnold Schönberg (Kammersinfonie) folgten. Ausserdem etablierte er das moderne russische Repertoire. Seine zeitgenössische Ausrichtung, die zumal weitestgehend die Zweite Wiener Schule umging, stiess bei den Genfer Behörden und dem Publikum allerdings auf geteilte Meinung.
Mit dem New Yorker Börsencrash 1929 und der damit einsetzenden Weltwirtschaftskrise wurde der Fortbestand des Orchesters infrage gestellt, sodass 1932 ein Vertrag über die Ausstrahlung von Abonnementskonzerten mit Radio Genf geschlossen wurde. 1934 begann das Orchester seine zusätzliche Tätigkeit als Opernorchester im Grand Théâtre. Nachdem Radio Genf 1935 seine Förderung wieder eingestellt hatte und da bei Radio Lausanne ein Konkurrenzorchester im Entstehen war, entwickelte er den sogenannten Ansermet-Plan. Ansermet sah für das Orchester drei Bereiche vor: sinfonische Konzerte sollten vor allem in den Grossstädten Genf und Lausanne zu hören sein. Weitere Spielstätten sah er für die Gemeinden Neuchâtel, La Chaux-de-Fonds, Montreux, Vevey, Fribourg, Biel und Sion vor. Radioprogramme sollten über Radio Suisse Romande erfolgen. Am Grand Théâtre de Genève waren Ballett- und Opernvorstellungen geplant. Ende der 1930er Jahre kontaktierte Ansermet den Luzerner Stadtpräsidenten Jakob Zimmerli, um für seine Musiker ein Sommer-Engagement auszuhandeln. Aus dieser Initiative entstanden die Internationalen musikalischen Festwochen Luzern, in deren Rahmen das OSR 1938 in Verbindung mit dem Kursaalorchester Luzern erstmals teilnahm. Unter anderem spielte das Orchester in Lausanne unter der Leitung von Arturo Toscanini. Im Jahr 1938 ging das Orchester eine existenzsichernde Kooperation mit dem Schweizer Radio ein.
Nach anfänglichen Schwächen erreichte der Klangkörper spätestens nach dem Zweiten Weltkrieg internationales Ansehen. Von 1955 bis 1979 war Pierre Colombo, der gleichzeitig als Präsident der Tribune internationale des compositeurs amtierte, Geschäftsführer des Orchesters. Dirigenten wie Wilhelm Furtwängler, Franz von Hoeßlin, Herbert von Karajan, André Cluytens, Felix von Weingartner und Carl Schuricht traten in den Abonnementskonzerten auf. Im Zeitraum von 1953 bis 1958 dirigierte Hedy Salquin als erste Frau gastweise das Orchester. Nachdem das Orchestre de la Suisse Romande die Salle Métropole verlassen hatte, weihte es mit einem Konzert 1954 unter der Leitung von Ansermet und unter Beteiligung der Pianistin Clara Haskil das Théâtre de Beaulieu in Lausanne ein. Die Schweizer Kulturstiftung Pro Helvetia subventionierte einzelne Auftritte des Orchesters bei europäischen Festivals (Edinburgh 1948 und Paris 1952). 1950 reiste das Orchester nach Aix, 1958 nach Brüssel, 1959 nach Polen, 1960 nach Athen und 1965 nach Lyon. Eine veränderte Förderpolitik ermöglichten dem Orchester ab den 1960er Jahren ausgedehnte Konzertreisen, wiederholt in die USA und nach Japan. Mit dem britischen Plattenlabel Decca Records schloss das Orchester, wie es seinerzeit die europäischen Spitzenorchester taten, einen Exklusivvertrag. Es entstanden bedeutende Aufnahmen, einschliesslich der Musik des 20. Jahrhunderts. Die Arbeit Ansermets wurde in über 300 Tonträgern dokumentiert, zuletzt in seinen Beethoven- und Brahms-Einspielungen. Mehrfach erhielten die Aufnahmen die französische Auszeichnung Grand Prix du Disque. 1967 gab er beim Orchestre de la Suisse Romande sein vorläufiges Abschiedskonzert, 1968 folgte ein Jubiläumskonzert.
Nach Ansermets Tod 1969 übernahm (quasi interimsweise) Paul Klecki auf seinen Wunsch hin das Orchester. Unter den deutschen Nachfolgern Wolfgang Sawallisch (1970–1980) – der bereits Ansermets Favorit gewesen war, dann aber zunächst aufgrund anderer Verpflichtungen absagte – und dem Romantikspezialisten Horst Stein (1980–1985) wurde insbesondere das deutsche Repertoire gepflegt. Sawallisch beispielsweise führte die Musik von Mahler und Bruckner ein. Mit dem Schweizer Armin Jordan wurde ein Kompromiss zwischen beiden Richtungen gefunden. Jordan verantwortete die meisten Produktionen des Orchesters. Nachdem Jordan 1997 zurückgetreten war, wurde der Italiener Fabio Luisi Musikdirektor. Luisi brachte mit dem Orchester die Verdi- und Puccini-Opern Nabucco (1994) und Tosca (2001) zur Aufführung, ausserdem spielte er Jérusalem und Alzira auf CD ein. Die gesamten Sinfonien von Arthur Honegger wurden für den Sender Espace 2 festgehalten. Konzertreisen führten den Klangkörper ins Ausland, etwa mit dem Orchestre de Chambre de Lausanne zur Fête des Vignerons. Sein Nachfolger Pinchas Steinberg (2002–2005) gastierte mit dem Orchester in europäischen Metropolen und wurde 2003 zum ersten Mal zum Opernfestival Chorégies d’Orange eingeladen.
Jonathan Nott hat im Januar 2017 als Nachfolger des 2015 zurückgetretenen Neeme Järvi das Amt des Chefdirigenten übernommen, Kazuki Yamada war von 2012 bis 2017 Erster Gastdirigent. Von 2014 bis 2016 war das Orchester in das Projekt Œuvres Suisses eingebunden. Bis 2022 soll in Genf eine neue Orchesterspielstätte entstehen, das Konzerthaus Cité de la Musique de Genève.

## Musikdirektoren

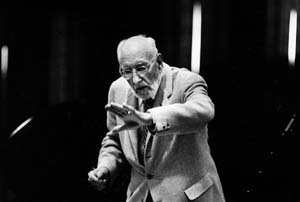
Ernest Ansermet, 49 Jahre Musikdirektor des Orchesters

- 1918–1967: Ernest Ansermet
- 1967–1970: Paul Kletzki
- 1970–1980: Wolfgang Sawallisch
- 1980–1985: Horst Stein
- 1985–1997: Armin Jordan
- 1997–2002: Fabio Luisi
- 2002–2005: Pinchas Steinberg
- 2005–2012: Marek Janowski
- 2012–2015: Neeme Järvi
- 2015–2016: vakant
- ab 2017: Jonathan Nott

## Stiftung
Das Orchestre de la Suisse Romande wird durch eine gemeinnützige (fördernde) Stiftung verwaltet, die ihren Sitz in Genf hat und am 19. September 1938 ins Handelsregister eingetragen wurde. Deren Mittel stammen insbesondere von dem Kanton (ca. 1/3) und der Stadt Genf (ca. 1/3) sowie der Schweizerischen Radio- und Fernsehgesellschaft, dem Freundeskreis des OSR und dem Kanton Waadt. An der Spitze der Fondation de l’Orchestre de la Suisse Romande (FOSR) steht der Stiftungsrat, dessen derzeitiger Präsident Olivier Hari ist. Das Management obliegt der künstlerischen Kommission, dem Verwaltungsrat und der Managementkommission sowie einer Kontrollstelle (Deloitte). Das OSR-Komitee besteht aus neun Orchestermusikern, die in der Managementgruppe vertreten sind. Weiterhin gibt es einen Swissperform-Vertreter. Die FOSR stellt ein Mitglied im Stiftungsrat des internationalen Musikwettbewerbs Concours de Genève.

## Uraufführungen (Auswahl)
- Igor Strawinsky: Der Feuervogel, 2. Suite (1919)
- Arthur Honegger: Horace victorieux (1921)
- Arthur Honegger: Chant de joie (1923)
- Frank Martin: 1. Klavierkonzert (1936)
- Bohuslav Martinů: Duo concertant (1938)
- Frank Martin: Symphony (1938)
- Darius Milhaud: Konzert für Violine, Flöte und Orchester (1940)
- Pierre Wissmer: 1. Violinkonzert (1944)
- Frank Martin: In Terra Pax (1945)
- Frank Martin: Golgotha (1948)
- Frank Martin: Le Mystère de la Nativité (1959)
- Frank Martin: Les Quatre Éléments (1959)
- Heinz Holliger: Drei Liebeslieder (1962)
- Benjamin Britten: Cantata misericordia (1963)
- Witold Lutosławski: Postludium Nr. 1 (1963)
- Anatol Vieru: Cellokonzert (1963)
- Pierre Wissmer: 2. Symphonie (1963)
- Marius Constant: Condide (1971)
- Pierre Wissmer: Triptyque romand (1973)
- Heinrich Sutermeister: 2. Cellokonzert (1974)
- Heinrich Sutermeister: Ecclesia (1975)
- Heinrich Sutermeister: Klarinettenkonzert (1977)
- Heinrich Sutermeister: Consolatio philosophiae (1979)
- Heinrich Sutermeister: Sechs Liebesbriefe (1980)
- Heinz Holliger: Tonscherben (1985)
- William Blank: Omaggi (1986)
- Norbert Moret: Diotimas Liebeslieder (1988)
- Heinz Holliger: Fünf Lieder, Sätze 1 und 2 (1993)
- Heinz Holliger: Violinkonzert (1995)
- Michael Jarrell: Instantanés (1986)
- Jean-Luc Darbellay: Oyama (2000)
- William Blank: Ebben(n) (2001)
- William Blank: Exodes (2003)
- Michael Jarrell: … Le ciel, tout à l’heure encore si limpide, soudain se trouble horriblement… (2009)
- William Blank: Reflecting Black (2009)
- Jean-Luc Darbellay: Dernière lettre à Théo (2010)
- Michael Jarrell: Emergences – Nachlese VI (2014)
- Richard Dubugnon: Arcanes Symphoniques (2015)
- Jean-Luc Darbellay: Anges. L’univers mystérieux de Paul Klee (2016)

## Hauptspielstätten

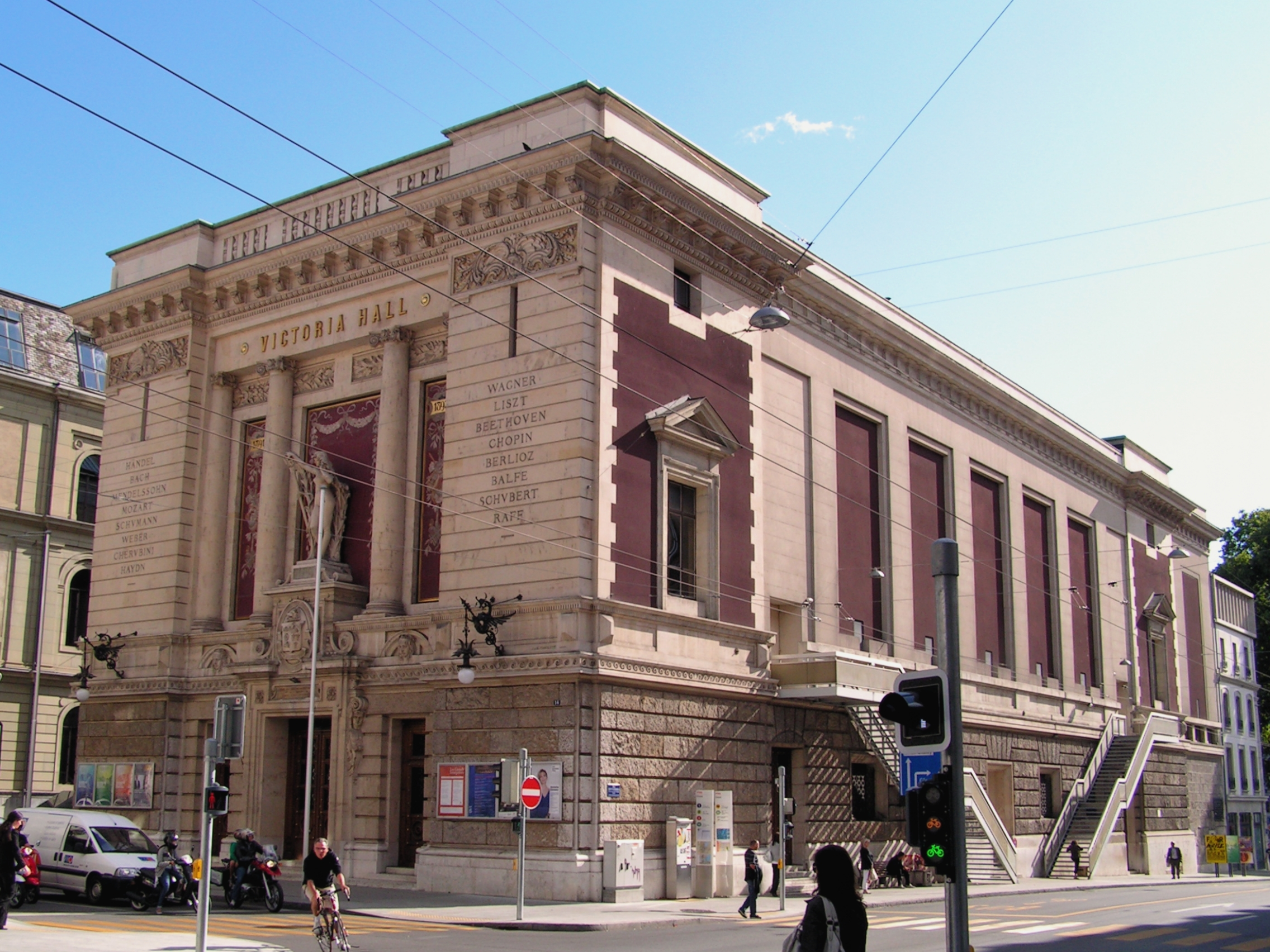
Victoria Hall, Genf (seit 1918)
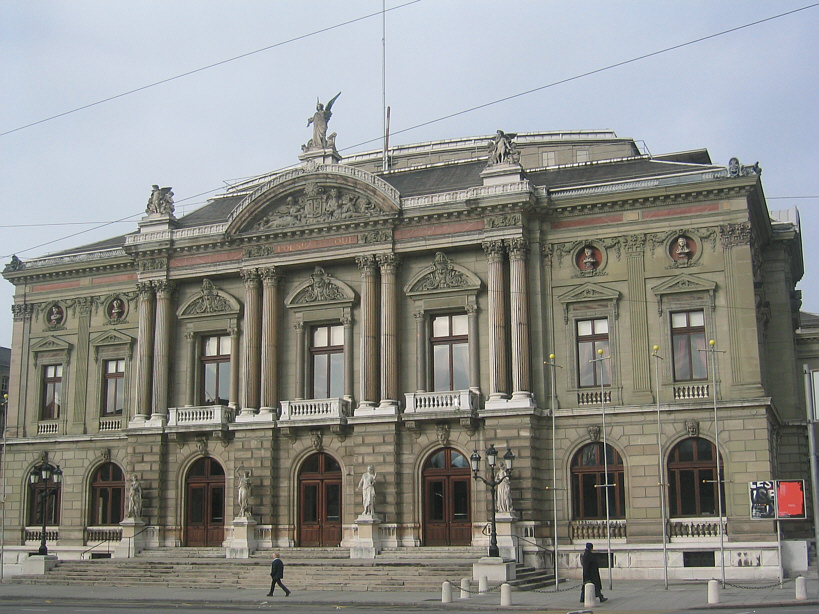
Grand Théâtre de Genève (seit 1934)
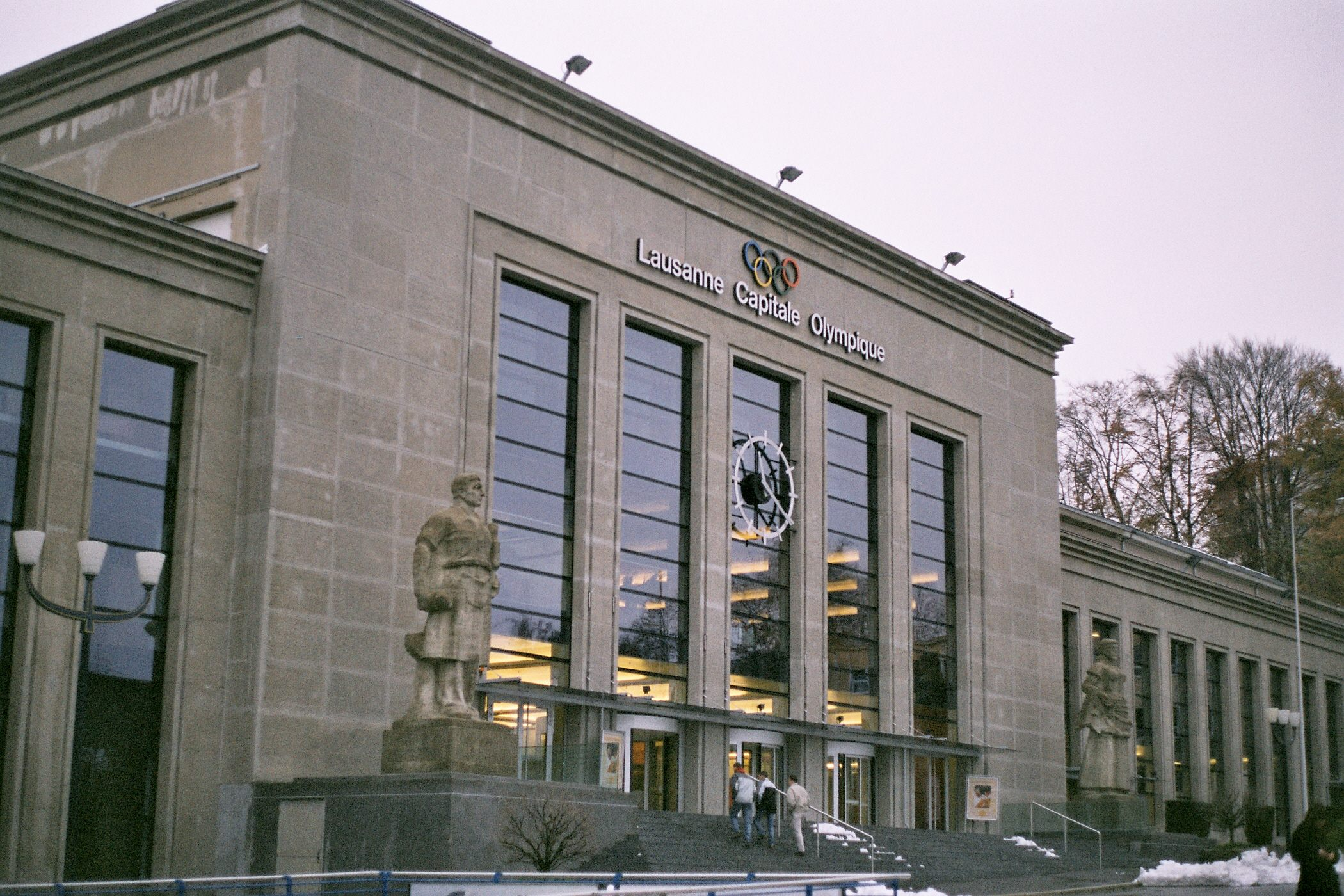
Théâtre de Beaulieu, Lausanne (seit 1954)

## Auszeichnungen
Schallplattenpreise
- 1954: Grand Prix du Disque für Ravels Daphnis et Chloé[40]
- 1990: Gramophone Classical Music Award (Choral) für Schumanns Das Paradies und die Peri
- 2007: Grand Prix du Disque (Musique Contemporaine) für Michael Jarrell: …prisme/incidences…[41]
- 2017: Echo Klassik (Sinfonische Einspielung des Jahres) für Neeme Järvi conducts Ibert[42]

Nominierungen
- 2017: Nominierung für den Grammy Award 2017 (Best Orchestral Performance) für Neeme Järvi conducts Ibert

Bestenlisten
- 2008: Bestenliste 1-2008 des Preises der deutschen Schallplattenkritik (Konzerte und Orchestermusik) für Saint-Saëns’ Klavierkonzerte Nr. 2 und Nr. 5 und Francks Variations symphoniques[43]
- 2008: Bestenliste 2-2008 (Le coin du collectionneur) der Diapason d’or für Jarrell: …Prisme/incidences…[44]
- 2008: Bestenliste 3-2008 (Le coin du collectionneur) der Diapason d’or für Levinas: Les Nègres[45]